# Stadionul Karaiskakis
Stadionul Georgios Karaiskakis (greacă Γήπεδο Γεώργιος Καραϊσκάκης) este un stadion de fotbal din Pireu, Grecia. El este stadionul de casă al clubului grecesc de fotbal Olympiacos FC și a fost denumit în cinstea lui Georgios Karaiskakis (Γεώργιος Καραϊσκάκης), erou al Războiului de Independență al Greciei.

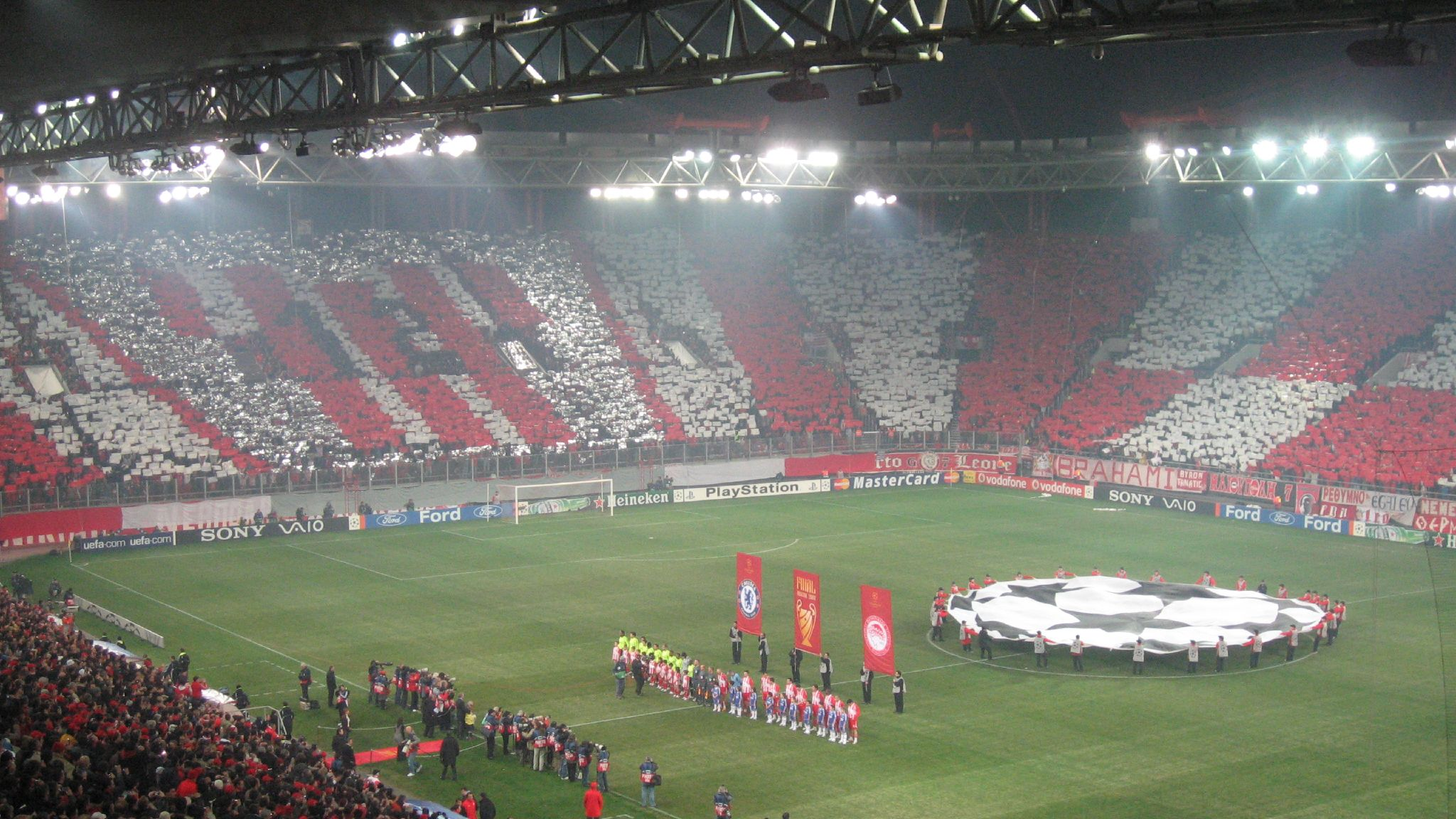
Olympiacos vs Chelsea jucând în Liga Campionilor 2007-2008

## Concerte
Rihanna, Aerosmith, Evanescence, 50 Cent, Scorpions, Whitesnake, Imiskoumbria, Def Leppard și Sex Pistols au evoluat live pe acest stadion.